# Marianowo Brodowskie
Marianowo Brodowskie is een plaats in het Poolse district  Średzki (Groot-Polen), woiwodschap Groot-Polen. De plaats maakt deel uit van de gemeente Środa Wielkopolska en telt 100 inwoners.